# Robert Barry
Robert Louis Barry (Pittsburgh, 28. kolovoza 1934. – Newton, 11. ožujka 2024.) bio je američki diplomat, koji je bio voditelj misije Organizacije za europsku sigurnost i suradnju u Bosni i Hercegovini, od 1998. do 2001. godine. Autor je Barryjevih amandmana.
Punog imena Robert Louis Barry, rođen je 1934. u Pittsburghu, u Pennsylvaniji, član je američke službe za vanjske poslove (United States Foreign Service).
Završio je Dartmouth College 1956. godine. Dana 11. lipnja 2006. (50 godina poslije) primio je počasni doktorat prava na 236. početnim vježbama (Commencement Exercises) spomenutog koledža. Magistrirao je na Sveučilištu Columbia 1962. godine.
Bio je veleposlanik Sjedinjenih Država u Bugarskoj od 1981. do 1984. i Indoneziji od 1992. do 1995. Bio je šef američke delegacije na Stockholmskoj konferenciji o razoružanju u Europi 1985. – 1987., zamjenik ravnatelja Glasa Amerike 1988. – 1990. i koordinator "američke pomoći za Istočnu Europu" 1990. – 1992. Nakon odlaska u mirovinu, bio je šef misije Organizacije za europsku sigurnost i suradnju u Bosni i Hercegovini 1998. – 2001.
Izvedbena faza procesa dekonstituiranja Hrvata započela je amandmanima 
Roberta Barryja, tadašnjeg voditelja misije OESS-a u BiH, na propise Privremenog izbornog povjerenstva, samo mjesec dana pred opće izbore 2000. Njima je omogućeno da izaslanike u Domu naroda Parlamenta FBiH, bez obzira na njihovu nacionalnost, mogu predlagati i birati svi zastupnici u skupštinama županija Federacije BiH. Barryjevi amandmani su 2001. rezultirali formiranjem Vlade FBiH ("Alijansa") bez stranaka koje su osvojile preko 90% hrvatskih glasova na izborima. Koaliciju je činilo 9 bošnjačkih stranaka i jedna hrvatska, koja je dobila oko 5% potpore Hrvata u FBiH. Hrvati su na to odgovorili neuspješnom Hrvatskom samoupravom. Nastavak i vrhunac procesa ustavno-pravnoga dekonstituiranja uslijedio je kroz amandmane na Ustav Federacije BiH nametnute od strane OHR-a. Od 108 amandmana na Ustav FBiH, samo 39 je odobrio Parlament FBiH, a čak njih 69 su nametnuli visoki predstavnici Wolfgang Petritsch i Paddy Ashdown između 2002. i 2004. godine. Za Hrvate u BiH posebno su bili pogubni Petritschevi amandmani iz travnja 2002. godine koji su u međunarodnoj zajednici poznati pod ciničnim nazivom "airport decision" tj. "odluka iz zračne luke" jer ih je Petritsch potpisao doslovno u zračnoj luci, neposredno prije svog odlaska iz BiH. Nametnuti amandmani OHR-a na ustave FBiH i RS službeno su za cilj imali provedbu odluke U-5/98 Ustavnog suda BiH iz 2000. godine. Prije ove odluke u RS su samo Srbi bili konstitutivni, a samo Bošnjaci i Hrvati u FBiH. Nametnuti amandmani su de iure dodali sva tri naroda kao konstitutivne u ustave oba entiteta, ali de facto, Republika Srpska je ostala srpski entitet, a Federacija BiH je od bošnjačko-hrvatske federacije, koja je po Washingtonskom sporazumu trebala ući u konfederaciju s Republikom Hrvatskom, postala bošnjački entitet. Mogućom kontrolom oba doma Parlamenta FBiH, stranke koje predstavljaju bošnjačku izbornu volju imaju mogućnost samostalno formirati izvršnu vlast na razini FBiH (Predsjednik FBiH i dva dopredsjednika te Vlada FBiH).